# Karl Fredrik Hildebrand
Karl Fredrik Hildebrand, född 19 december 1833 i Tåby församling, Östergötlands län, död 27 juni 1916 i Nykyrka församling, Södermanlands län, var en svensk riksspelman och folkmusiker. Han deltog vid Riksspelmansstämman på Skansen 1910.